# Hans Sitt
Jan Hanuš Sitt, conegut a Alemanya com a Hans Sitt (Praga (Txèquia), 21 de setembre, 1850 - Leipzig (Alemanya), 10 de març, 1922), va ser un violinista, violista, compositor i professor txec.

## Biografia
Va néixer al nucli antic de Praga. El seu pare Anton Šitt (1819–1878) era un violinista, la seva mare Sofie (1830–??), de soltera Kulíková. Jan Sitt tenia dos germans i tres germanes. Es va graduar de secundària i va ingressar al Conservatori de Praga, on va estudiar violí i composició amb Antonín Bennewitz.
El 1867, just abans de graduar-se, va ser expulsat de l'escola per indisciplina. Al principi, va actuar amb el seu germà gran Antonín, també violinista.
Als 17 anys va esdevenir concertino de l'Orquestra de l'Òpera de Wrocław. A Wroclaw també esdevingué director d'orquestra i continuà aquesta carrera a Praga i Saská Kamenice. Va ser breument el director de l'orquestra del comte Derviz a Niça.
El 1883 esdevingué professor de violí al Conservatori de Leipzig. Va dirigir concerts populars, va ser director de l'Orquestra de la Societat Bach i va actuar durant diversos anys com a violista del Quartet Brodsky, on els seus col·legues incloïen Adolph Brodsky, Hugo Becker i Julius Klengel. Va promocionar la música txeca i la seva interpretació de l'obertura de The Bartered Bride i Libuš i els poemes simfònics Vltava i Vyšehrad en concerts a Saská Kamenice va ser la primera penetració de l'obra de Bedřich Smetana més enllà de les fronteres de la República Txeca.
Va ser especialment famós com a excel·lent professor de violí. Les seves peces d'instrucció per a violí i viola encara s'utilitzen en l'educació musical a tot el món.
La germana, Marie Petzoldová-Sittová, es va convertir en una excel·lent soprano, membre destacada del Teatre Nacional de Praga. La segona germana, Žofie, també era cantant.

## Treballs
Per conèixer la seva immensa obra aneu al seu arxiu de la Viquipèdia txeca.